# Cerocala lineata
Cerocala lineata là một loài bướm đêm trong họ Erebidae.